# Järstorps församling
Järstorps församling var en församling i Tveta kontrakt i Växjö stift. Församlingen låg i Jönköpings kommun i Jönköpings län.
Församlingen uppgick 2010 i Jönköpings Sofia-Järstorps församling.
Församlingskyrka var Järstorps kyrka.

## Administrativ historik
Församlingen har medeltida ursprung.
Församlingen var till 1959 moderförsamling (annexförsamling från 1 maj 1918) i pastoratet Järstorp och Bankeryd. Från 1959 var församlingen annexförsamling i pastoratet Jönköpings Sofia och Järstorp. Församlingen uppgick 2010 i Jönköpings Sofia-Järstorps församling.
Församlingskod var 068004.

## Areal
Järstorps församling omfattade den 1 november 1975 (enligt indelningen 1 januari 1976) en areal av 33,6 kvadratkilometer, varav 32,9 kvadratkilometer land.

## Komministrar
| Verksam   | Namn                       | Levnadstid | Övrigt                                    |
| --------- | -------------------------- | ---------- | ----------------------------------------- |
| 1576      | Peder                      |            |                                           |
| –1636     | Laurentius Erici           |            |                                           |
| 1648–1661 | Jonas Jonae Svalander      | –1661      |                                           |
| 1661–1671 | Petrus Ingemari            | 1646–1671  |                                           |
| 1678–1681 | Petrus Magni Movallius     | –1689      |                                           |
| 1682–1731 | Johannes Martinius         | 1653–1731  |                                           |
| 1733–1741 | Petrus Ödman               | 1701–1741  |                                           |
| 1742–1744 | Johan Baaz                 | 1715–1744  |                                           |
| 1745–1766 | Nils Werndahl              | 1709–1766  |                                           |
| 1768–1771 | Nils Alin                  |            | Senare kyrkoherde i Bankeryds församling. |
| 1772–1777 | Magnus Åhlin               |            | Senare kyrkoherde i Näshults församling.  |
| 1777–1790 | Anders Broman              |            | Senare kyrkoherde i Kulltorps församling. |
| 1791–1812 | Lars Wetterdahl            | 1752–1812  |                                           |
| 1812–1827 | Daniel Enewald Lönegren    |            | Senare komminister i Åseda församling.    |
| 1828–1854 | Johan Norlin               | 1791–1854  |                                           |
| 1855–1857 | Per Niclas Nordström       | 1809–1857  |                                           |
| 1858–1874 | Ludvig Leonard Ljunggren   |            | Senare kyrkoherde i Forsheda församling.  |
| 1874–1876 | Lars Abraham Viktor Norlén |            | Senare kyrkoherde i Nöbbele församling.   |
| 1876–1886 | Johan Peter Nilsson        |            | Senare kyrkoherde i Myresjö församling.   |
| 1887–1907 | Johan Syrén                |            | Senare kyrkoherde i Bankeryds församling. |